# سدریک اوینا
سدریک اوینا (انگلیسی: Cedric Evina؛ زادهٔ ۱۶ نوامبر ۱۹۹۱) بازیکن فوتبال اهل بریتانیا است.
از باشگاه‌هایی که در آن بازی کرده‌است می‌توان به باشگاه فوتبال آرسنال، باشگاه فوتبال چارلتون اتلتیک، باشگاه فوتبال اولدهام اتلتیک، باشگاه فوتبال دونکستر راورز، و باشگاه فوتبال اولدهام اتلتیک اشاره کرد.